# FCM (企業)
FCM株式会社（エフシーエム、英文社名：FCM CO.,Ltd.）は、金属メッキ加工の企業である。2018年12月までは古河グループであった。

## 主力製品・事業
- 電子部品の加工、電子機器用部品ならびに半導体用部材の製造および販売
- 電線用芯線ならびにその他線材の加工および販売
- 電子部品、電子機器用部品ならびに半導体用部材の製造設備の製造および販売

## 主要事業所
- 本社 - 大阪府大阪市東成区神路3丁目8番地36号
- 京都工場 - 京都府京都市南区上鳥羽南唐戸町100番地
- 深江北工場 - 大阪府大阪市東成区深江北1丁目16番17号
- 富山工場 - 富山県富山市八尾町保内2丁目3番6号

## 沿革
- 1949年 - 株式会社筒井リベット製作所として設立。
- 1956年 - 筒井伸線株式会社に社名変更。
- 1965年 - 電子部品の金属メッキ加工を開始。
- 1979年 - 株式会社筒井に社名変更。
- 1991年 - 金属メッキ加工部門の生産増強のため、富山県婦負郡八尾町（現富山県富山市）に工場を新設。
- 1992年 - セラミックやフィルム等の非金属へのメッキ加工及び化学処理加工の研究開発を開始。
- 1997年 - エフシーエム株式会社に社名変更。
- 2001年 - 電気機能線材事業を営む株式会社筒井電産を吸収合併。
- 2003年 - FCM株式会社に社名変更。
- 2005年 - 3元合金メッキ工法の特許を取得。
- 2007年 - 大阪証券取引所「ヘラクレス市場」（現・ジャスダック）に上場。
- 2018年 - 株式会社アスパラントグループSPC5号が実施した株式公開買付けに、親会社であった古河電気工業が保有株式のほぼ全てを応募。古河グループから離脱[2]。
- 2019年 - 株式会社アスパラントグループSPC5号が第2回株式公開買付けを実施し、93.44%の株式を取得[3]。ジャスダック上場廃止。株式売渡請求により株式会社アスパラントグループSPC5号の完全子会社となる[4]。
- 2020年10月1日 - FCMが存続会社として株式会社アスパラントグループSPC5号を吸収合併[5]。